# Vaattunkilampi (sjö i Rovaniemi, Lappland, Finland)
Vaattunkilampi eller Vaattunkijärvi är en sjö i Finland. Den ligger i kommunen Rovaniemi i landskapet Lappland, i den norra delen av landet, 700 km norr om huvudstaden Helsingfors. Vaattunkilampi ligger 104,9 meter över havet. Arean är 80,4 hektar och strandlinjen är 6,4 kilometer lång. Sjön  ingår i Kemi älvs huvudavrinningsområde. 